# Skandagupta
Skandagupta (en sánscrito: स्कन्दगुप्त) (muerto 467) fue un emperador Gupta del norte de India. Generalmente es considerado el último de los grandes emperadores Gupta. Se enfrentó a algunos de los desafíos más grandes en los anales del imperio al tener que lidiar con la Pushyamitras y los Hunos.
Derrotó a los Pushyamitras, una tribu que se asentó en la India central, pero se rebeló por entonces. También hizo frente a los invasores Heftalitas o hunos blancos, desde el noroeste. Skandagupta había combatido contra los hunos durante el reinado de su padre, y fue celebrado por todo el imperio como un gran guerrero. Aplastó la invasión huna en 455, y logró mantenerlos a raya, sin embargo, el gasto de las guerras drenó los recursos del imperio y contribuyó a su declive. Esto se nota particularmente en las acuñaciones de este reinado, con monedas, notablemente degradadas.
Skandagupta murió en 467 y fue sucedido por Purugupta (467-473), Kumaragupta II (473-476), Budhagupta (476-495?) y Narasimhagupta, cuyo reino en las llanuras del norte de la India fue continuamente atacados por los hunos. El nombre Skandagupta aparecen en el texto de Java Tantrikamandaka, y el escritor chino, Wang-Hiuen-tse refiere que un embajador fue enviado a la corte por el rey Meghvarma de Ceilán, que había pedido su permiso para construir un monasterio budista en Bodh Gaya para los monjes viajeros procedentes de dicha isla.

## Monedas de Skandagupta
Skandagupta emitió cuatro tipos de monedas de oro: el tipo Arquero, el tipo Rey y reina, el tipo Chatra, y el tipo Jinete. Sus monedas de plata son de cuatro tipos: tipo de Garuda, tipo Toro, el tipo Altar y el tipo Madhyadesha.